# Rathaus Wilhelmshaven
Das Rathaus Wilhelmshaven ist der Sitz eines Großteils der Wilhelmshavener Stadtverwaltung und des Oberbürgermeisters. Das Rathaus entstand 1928–29 für die damals eigenständige Stadt Rüstringen, die 1937 in Wilhelmshaven aufging. Der Hamburger Architekt und Baumeister Fritz Höger entwarf das Gebäude im Stil des Backsteinexpressionismus. Wegen seiner mächtigen Erscheinung, hervorgerufen durch eine „ineinandergesetzte Blockhaftigkeit“:41, wird das Rathaus landläufig als Burg am Meer bezeichnet.

## Geschichte

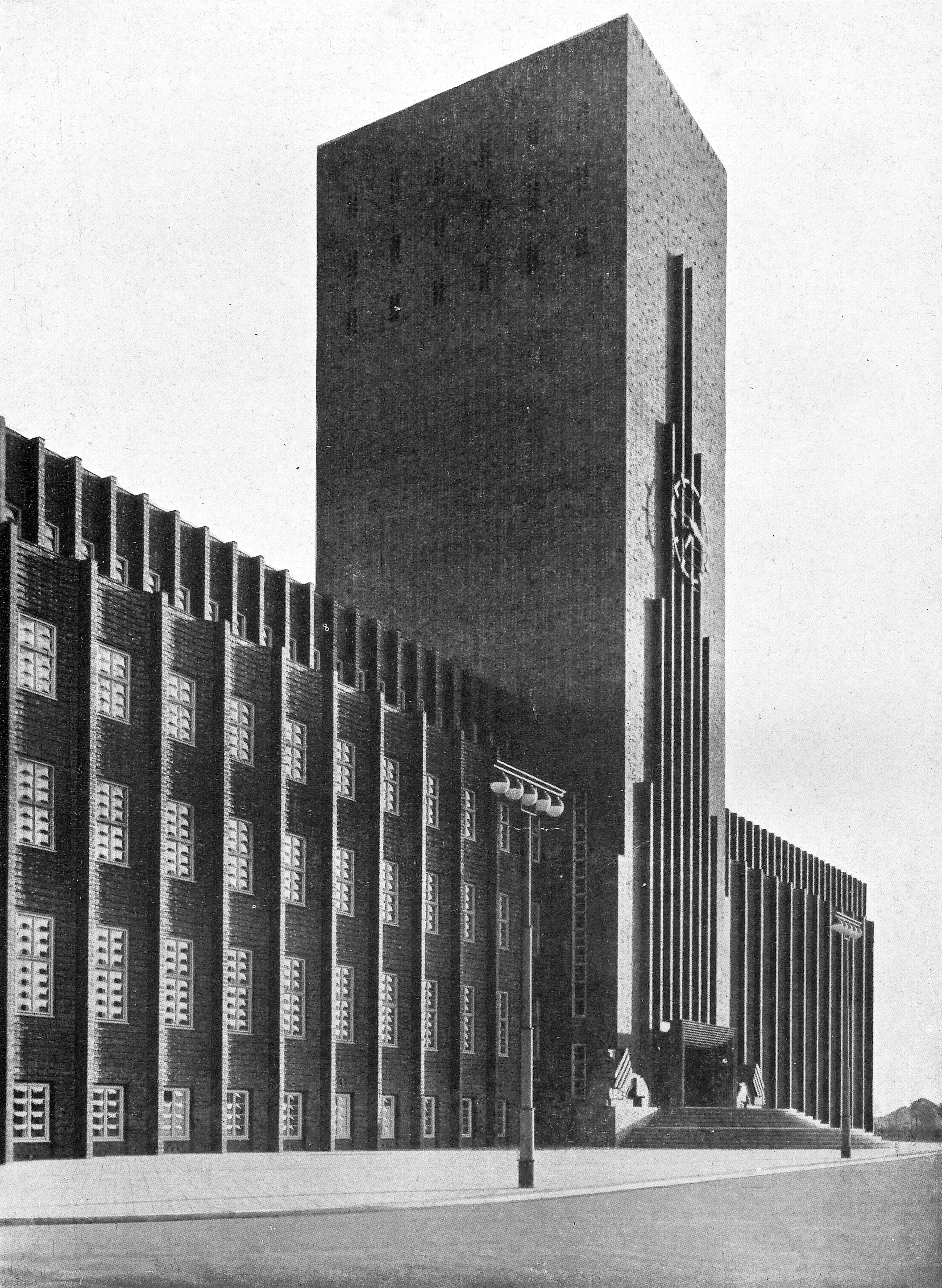
Das Rathaus Rüstringen nach seiner Fertigstellung;
zeitgenössische Fotografie von Carl Dransfeld

Schon vor dem Ersten Weltkrieg begannen die Planungen für ein neues Rathaus der Stadt Rüstringen samt Rathausplatz auf dem Gelände südlich der Bismarckstraße.:134 Dazu wurden zwei Wettbewerbe ausgeschrieben, zu denen auch Fritz Höger Entwürfe liefern sollte. Höger zog es aber vor, sich auf das Klöpperhaus in Hamburg zu konzentrieren und lehnte seine Teilnahme ab. 1918 gab es schließlich einen dritten Wettbewerb, unter anderem mit der Beteiligung von Hans Poelzig. Den Wettbewerb gewann der Berliner Architekt Fritz Bräuning, dessen Entwurf der Stadtrat jedoch später ablehnte. Aus einem vierten Wettbewerb im Jahr 1926 ging schließlich Fritz Höger als Sieger hervor. Am 4. Mai 1928 fand die Grundsteinlegung statt, und nach nur 77 Arbeitswochen konnte das neue Rathaus am 11. Oktober 1929 eingeweiht werden.:134 Am Bau beteiligten sich seinerzeit 73 Firmen.
Fritz Höger wandte sich schon früh der NSDAP zu. 1931 bat er Adolf Hitler vergebens um ein Gespräch und bemühte sich später – ebenfalls erfolglos – um die Funktion als Hitlers Staatsarchitekt. Dem damaligen Zeitgeist entsprechend äußerte sich der Architekt in pathetischer Form über das Bauwerk in Rüstringen:

„Rathaus, du bist der Anfang zum Gesicht dieser Stadt. Sorge dafür, dass dieses Antlitz vollendet werde!“

Außerdem solle „dieses Rathaus der Ankerboden für die Hoffnung der ganzen Einwohnerschaft der Stadt, die Hoffnung auf Wiederaufrichtung des zerrütteten Vaterlandes und die Mahnung zur Einigung eines ganzen Volkes“ werden. In späteren Rezensionen Högers Werkes heißt es jedoch, das Rüstringer Rathaus habe „zuviel Geist der ‚zwanziger Jahre‘“:41 besessen, als dass Höger hätte Staatsbauten realisieren dürfen.
Am 15. Oktober 1944 beschädigten Bombentreffer das Rathaus stark: Das Gebäude brannte aus und der Ostflügel wurde nahezu vollständig zerstört. Nach mehreren provisorischen Umbauten und notdürftigen Reparaturen erhielt es 1952–53 seine alte Gestalt zurück.:134
Das heute unter Denkmalschutz stehende Rathaus muss seit Anfang der 2010er Jahre erneut saniert werden. Besonders die Substanz des Wasserturms befindet sich in einem sehr schlechten Erhaltungszustand. Die Schäden lassen sich auf die Zeit der Entstehung zurückführen: Damals besaß man erst wenig Erfahrung im Umgang mit Betonskelettkonstruktionen.:125 Beim Rathaus Rüstringen wurde die innere Struktur mit besonders hart gebrannten Klinkern verkleidet, auch gibt es keine Dehnungsfugen. Dadurch traten Jahrzehnte später massive Schäden am Tragsystem und den Außenmauern auf, die eine aufwendige Sanierung unausweichlich machen. Die von Höger erwartete „tausendjährige Haltbarkeit“:125 wird das Gebäude zumindest nicht in seiner Originalsubstanz erreichen können.

## Baubeschreibung

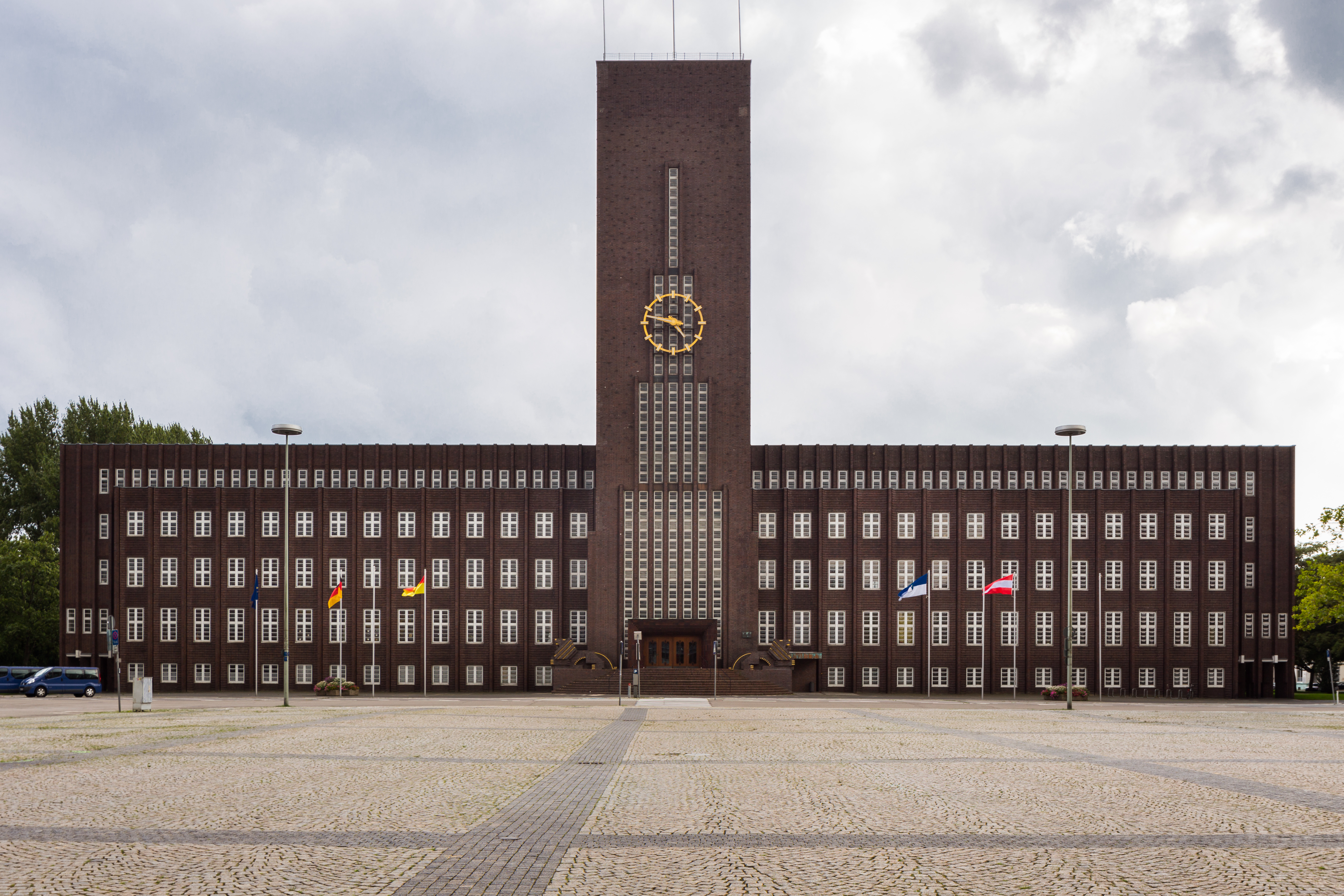
Streng axialsymmetrischer Aufbau des Gebäudes

Der geometrisch streng geordnete Bau folgt in seiner Form dem Rechtecks des Platzes, auf dem es errichtet wurde.:134–5 Zwei Symmetrieachsen mit zentral aufragendem Turm bestimmen den Bau. Neben Platz für Akten ist in diesem Turm ein Wasserbehälter untergebracht. Das Rathaus ersetzte dadurch einen alleinstehenden Wasserturm. Gegenüber diesem bietet die realisierte Lösung den Vorteil, dass der leere Raum unterhalb des Wasserbehälters anderweitig genutzt werden kann. Durch die Kombination der beiden Bauaufgaben gelang es Fritz Höger zudem, einen starken städtebaulichen Akzent zu setzen. Anders als später von ihm behauptet, war Höger allerdings nicht der erste Architekt, der eine Kombination aus Wasserturm und Verwaltungs- beziehungsweise Wohnungsbau schuf.:312 Belege dafür sind das von Wilhelm Wagner ähnlich konzipierte Rathaus Neuenhagen bei Berlin, fertiggestellt 1926, und der Wohnwasserturm Wulsdorf von Heinrich Mangel, erbaut 1927.:312 Eine optische Ähnlichkeit besteht zudem zum Deutschen Haus in Flensburg, das nahezu zeitgleich in den Jahren 1927 bis 1930 entstand.

### Verwaltungsbau
Das Rathaus ist als Stahlbetonskelett ausgeführt, dessen Äußeres mit Bockhorner Klinkern verkleidet wurde.:134–5 Der Verwaltungsbau besteht aus einem breiten, fünfgeschossigen Baukörper, der mit einem Flachdach abschließt. Mittig ragt der imposante Wasserturm aus der Bauflucht hervor, dessen unterer Teil in den Eingang samt vorgelagerter Treppenanlage übergeht. An Front- und Rückseite sind dem Baukörper scheibenartig Vorbauten hinzugefügt. Diese Vorbauten besitzen vier Geschosse, an den seitlichen Enden sind sie in ihrer Länge um zwei Fensterachsen vom Haupt-Baukörper zurückgesetzt. Durch die so erreichte Staffelung wird die monolithische Strenge des Kubus gemildert.:312 Die Seiten des Baus beziehen sich mit ihrer Massentürmung auf einen Stufengiebel. Das Konzept, einen Haupt-Baukörper durch sich in Höhe und Breite zurücknehmende Nebenbauten zu flankieren, findet sich auch beim Kesselhaus in Rendsburg oder beim Hamburger Kontorhaus Leder-Schüler.:313 Bestimmte Formen entlehnte Höger seinem Entwurf für das Lyzeum in Hamburg-Eppendorf. Halbpfeiler, ähnlich wie Orgelpfeifen, prägen die Hauptfassaden. Dabei handelt es sich um ein Motiv, das der Architekt in ähnlicher Form auch in seinen Vorschlägen für eine Kirche in Berlin und die Wichernkirche in Hamburg verwandte.:134–5 Rhythmisch wechselnde Lisenen und Konchen zwischen den Fensterachsen verleihen der Fassade ihre Plastizität. Ein weiteres, die Horizontale betonendes Relief erhält die Fassade, indem jede dritte Steinlage zu Bändern hervorgezogen ist.:314 Das Rathaus besitzt viele Fenster, typisch für die Monumentalbauten Högers, wie beispielsweise auch das Chilehaus in Hamburg oder das Anzeiger-Hochhaus in Hannover. Die großen Block-Elemente des Rathauses habe Höger so miteinander konfrontiert, dass sie nicht monoton wirkten, obwohl es viele Wiederholungen gebe.:46
Die Gründung besteht aus 1.000 Pfählen. An Raum wurden 41.000 m3 umbaut,:134 darin fanden 129 Büroräume im Eröffnungsjahr 1929 Platz. Die Büros besaßen eine Gesamtfläche von etwa 3.200 m2; die Arbeitsräume ließen sich durch Hinzufügen oder Entfernen von Trennwänden aus Bimsstein nachträglich in ihrer Größe anpassen.:134–5 Im oberen, zwei Meter zurückspringenden Staffelgeschoss war sogar Platz für frei einzuteilende Großraumbüros vorgesehen.:78 Die seinerzeit fünf Sitzungszimmer brachten es zusammen auf 268 m2, der eine Sitzungssaal erstreckt sich über zwei Stockwerke maß samt Nebenräumen und Toiletten 466 m2 in seiner Ursprungsausführung.
Ernst Boyken aus Högers Büro war für die Gestaltung der Innenräume zuständig. Er entwarf das luftige, elegante Treppenhaus, dessen Wände großformatige türkisfarbene Kacheln zieren. Ansonsten kamen kaum dekorative Elemente im Innern zum Einsatz.:124–5

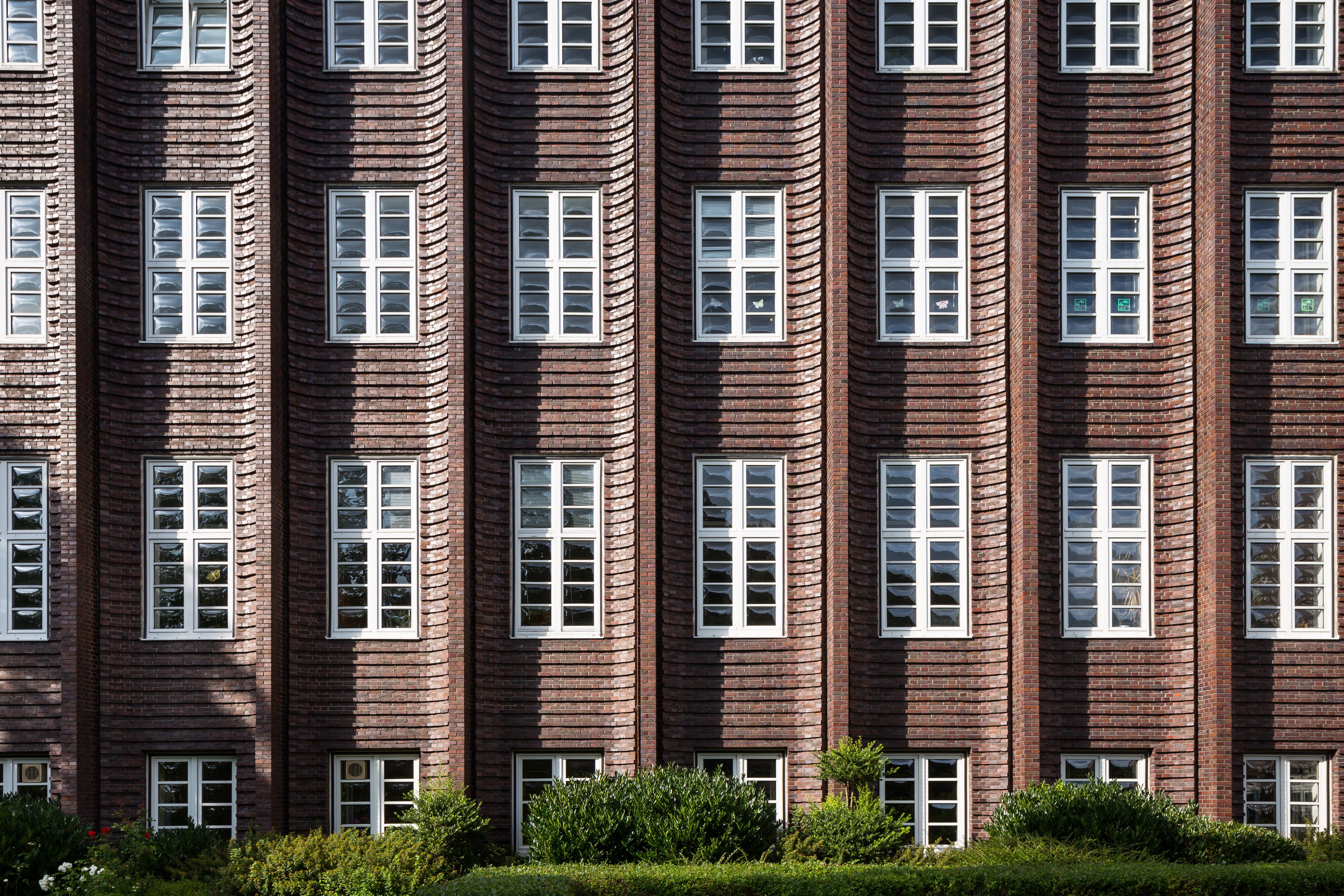
Im Spiel von Licht und Schatten plastisch wirkende Fassade
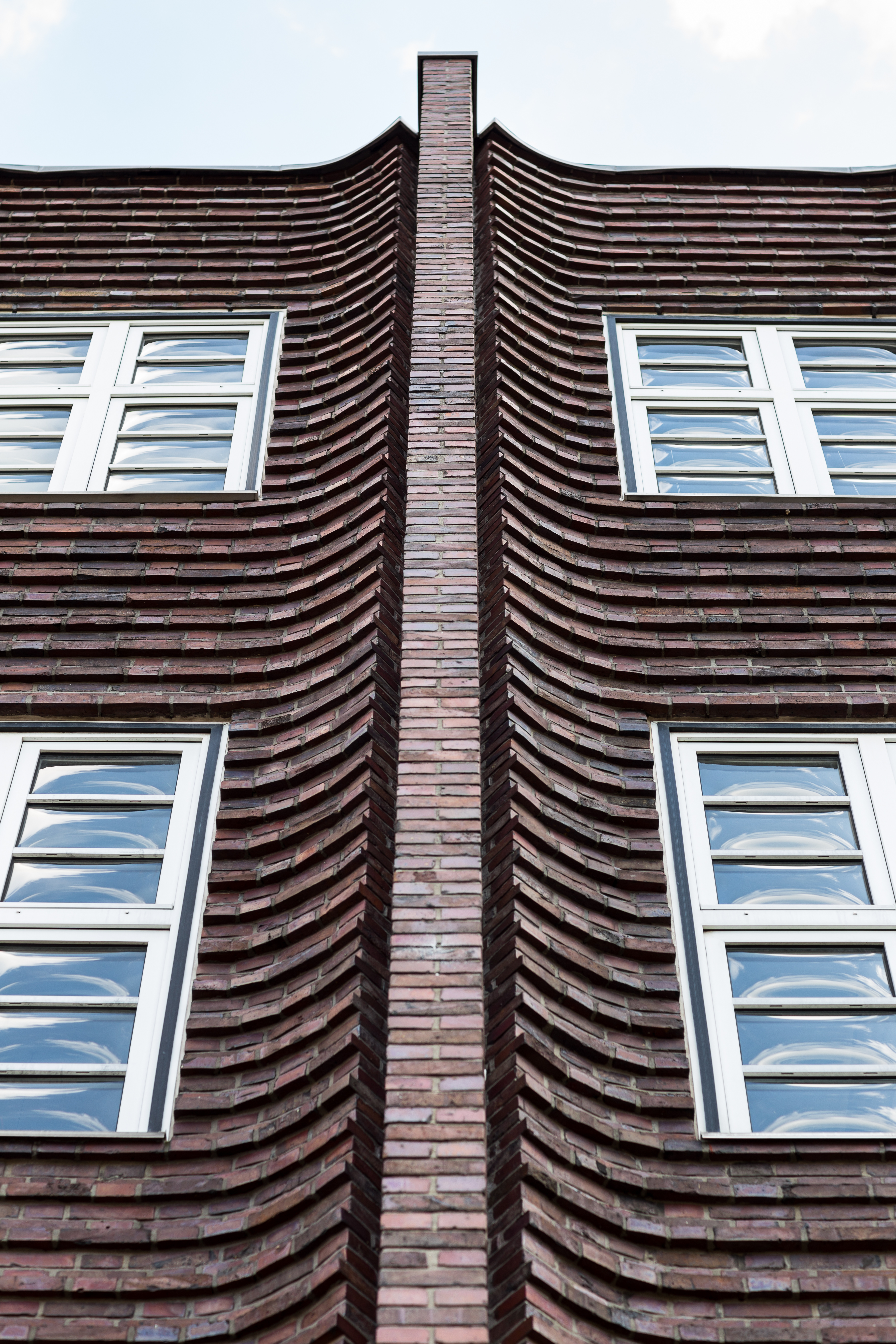
Detailaufnahme einer Lisene, zu sehen außerdem die Horizontalen-betonenden Klinker-Reliefs
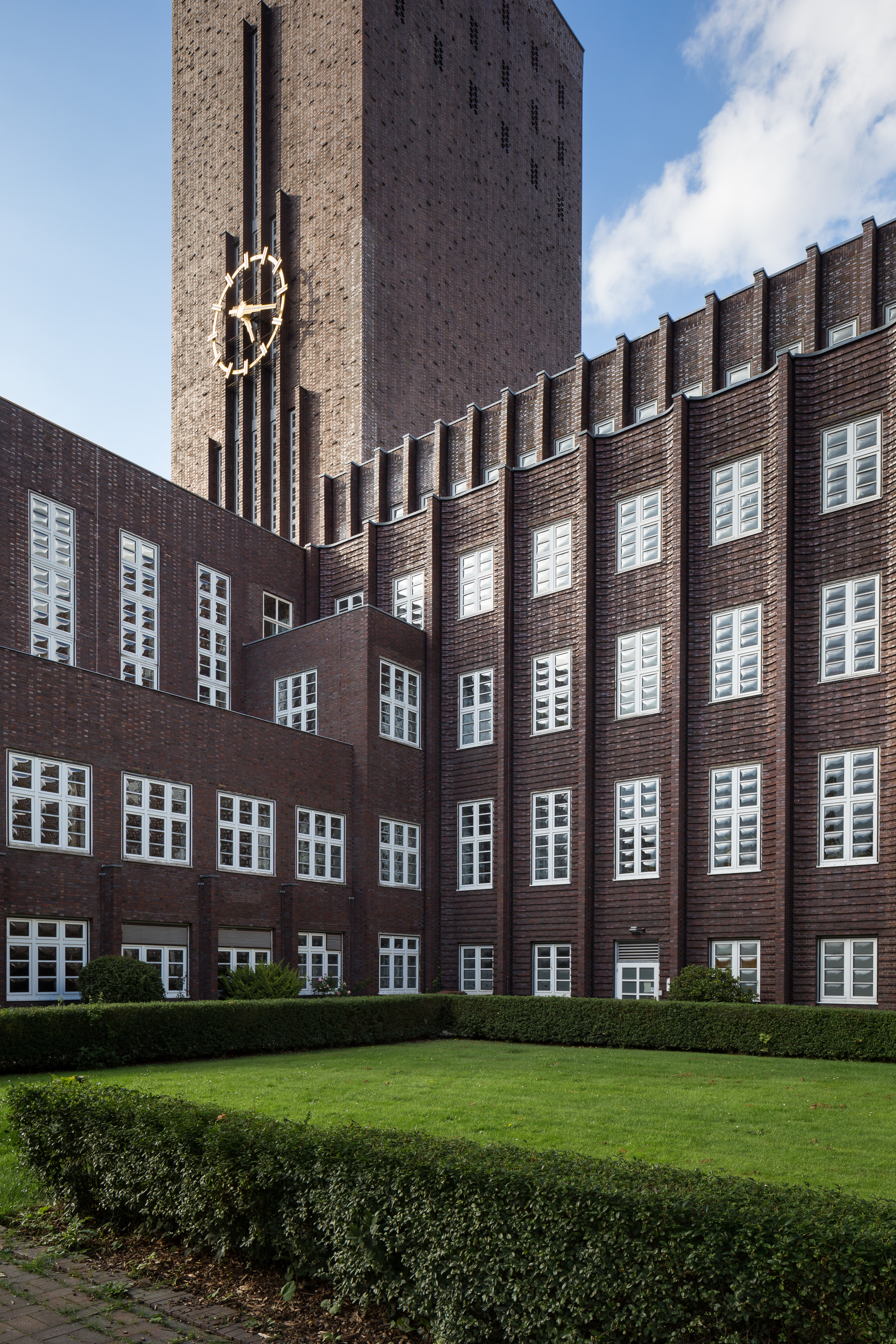
Südseite: In den oberen zwei Stockwerken des rechtwinklig angeschlossenen Gebäuderiegels befindet sich der Sitzungssaal.
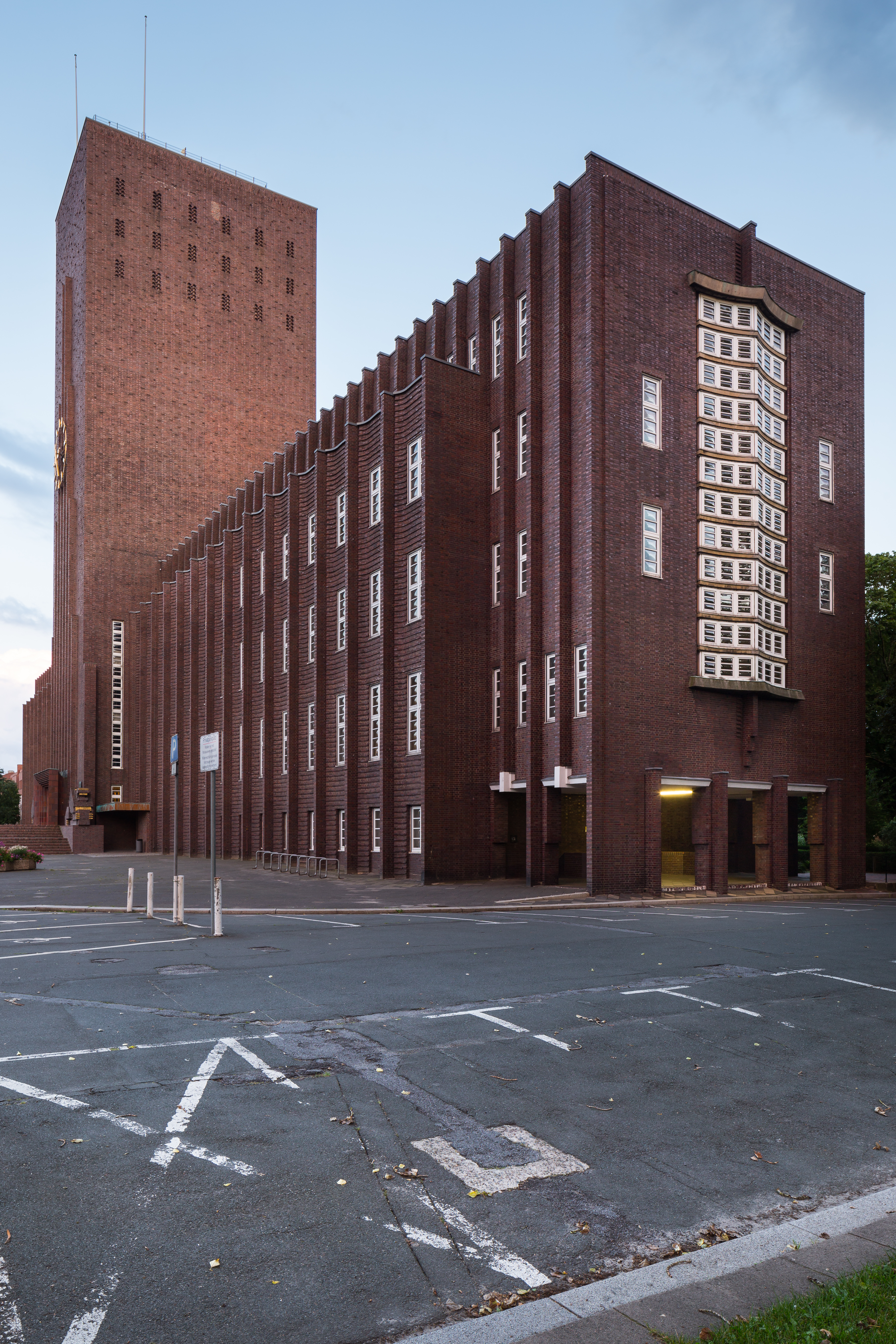
Perspektivische Seitenansicht, zu erkennen der in Höhe und Breite zurückgenommene Vorbau

### Turm

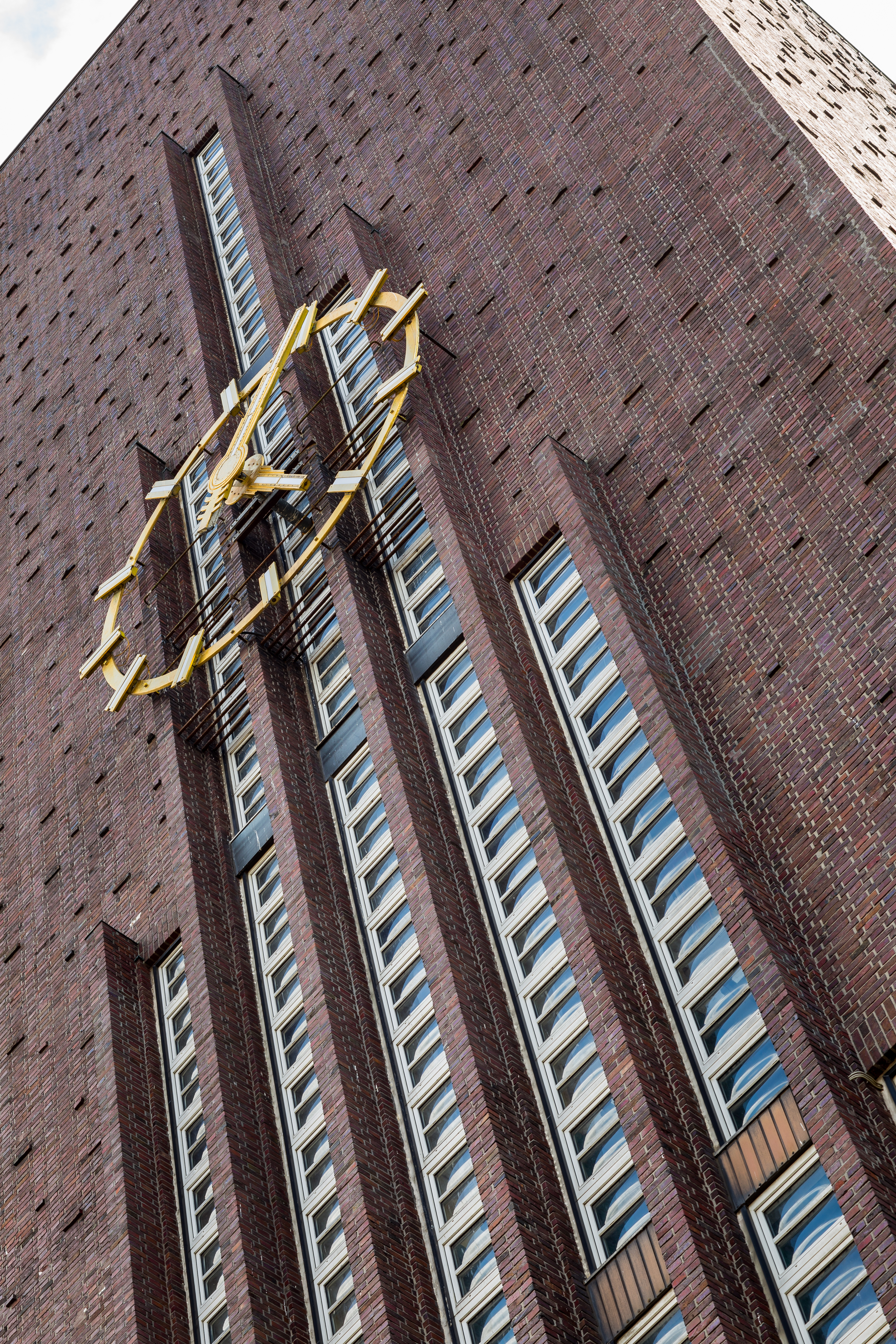
Lichtbänder und Stege an der Turmfront (und Rückseite) deuten einen Stufengiebel an

Der mächtige Turm ähnelt mit seiner blockhaften Erscheinung an kubische Formen aus ägyptischen und babylonischen Zeiten. Seine Proportionen sind so gewählt, dass er etwas Wehrhaftes erhält.:314 Auf der Turmvorderseite sitzen dicht beieinander angeordnete Stege mit sieben Lichtbändern, die wie ein abstrakter Stufengiebel wirken.:313 An den Seiten liegen im oberen Viertel kleine Öffnungsschlitze, die den wehrhaften Charakter des Turmes unterstreichen. Dieses architektonische Detail bezieht sich auf Bergfriede oder mittelalterliche Wehrtürme, wie sie oft an der Küste entstanden. Eine ähnliche Formensprache kam auch bei zahlreichen Wassertürmen der 1920er zum Einsatz, die darüber an die wilhelminische Tradition der Denkmaltürme anknüpften. Beispiele aus Högers Werk sind dafür der Wasserturm Hohenkirchen (1934) und der Wasserturm Bad Zwischenahn (1938).:314–5
Der Rathausturm ist 48,20 m hoch, der integrierte Wasserbehälter fasst 920 m3. Fünf Stahlbetonbalken tragen das Reservoir, ihre Abmessungen betragen 2,30 m × 0,70 m.:134–5 Wegen des schlechten Zustandes der Balken kann der Turm seit 2013 nicht mehr als Wasserspeicher genutzt werden.
Am unteren Ende des Turmes sitzt der zentrale Haupteingang. Er wird betont durch die davor angeordnete Treppenanlage und die Löwen-Plastiken. Ein Tor aus dicken Wänden umgibt die Eingangstüren, ähnlich wie bei der Funkstation Nauen von Hermann Muthesius oder Heinz Stoffregens Ausstellungshalle für den Verein der Deutschen Motorfahrzeughersteller in Berlin.:314

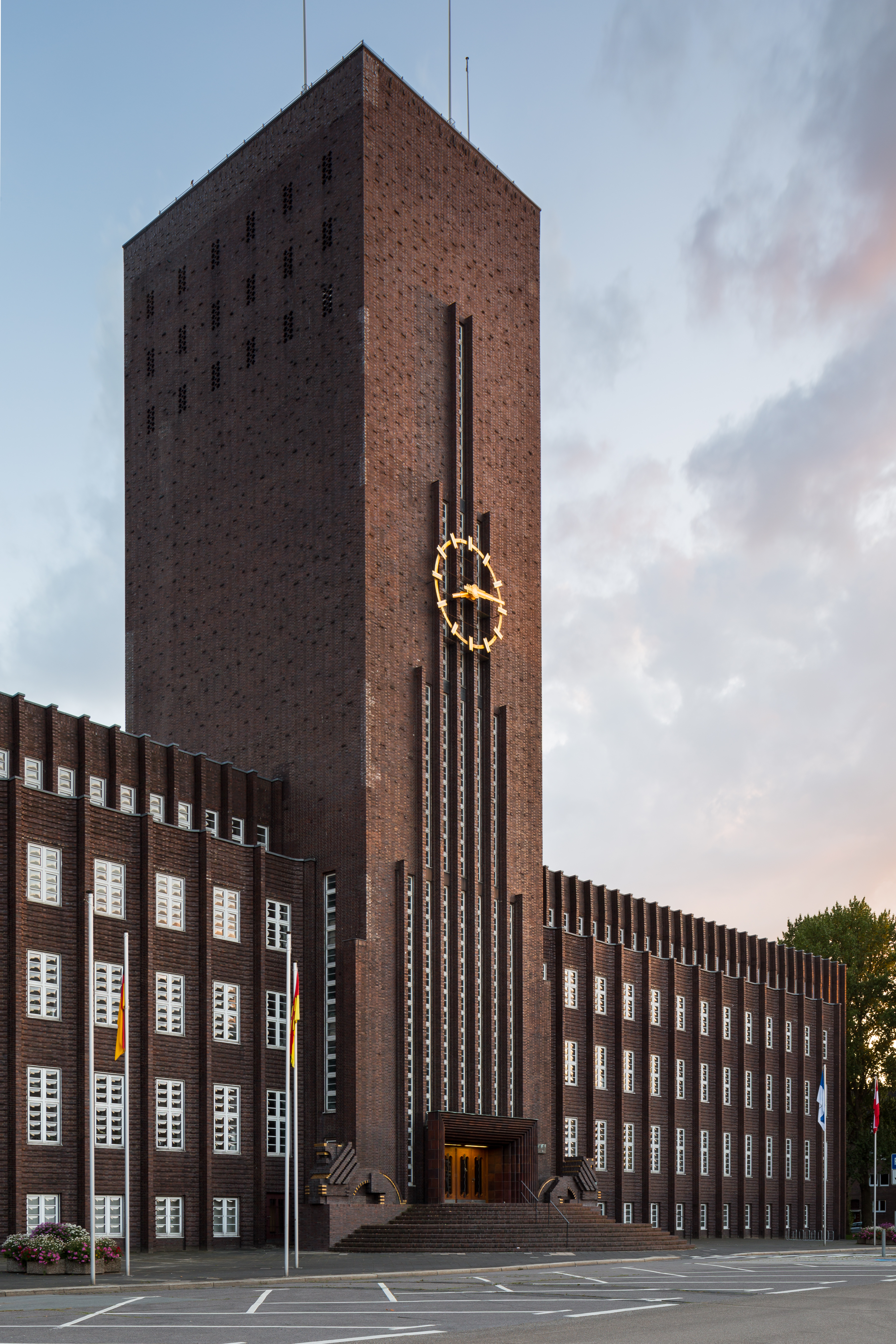
Im oberen Teil der Seiten eingelassene Öffnungsschlitze unterstreichen die Wehrhaftigkeit des Turmes im Detail
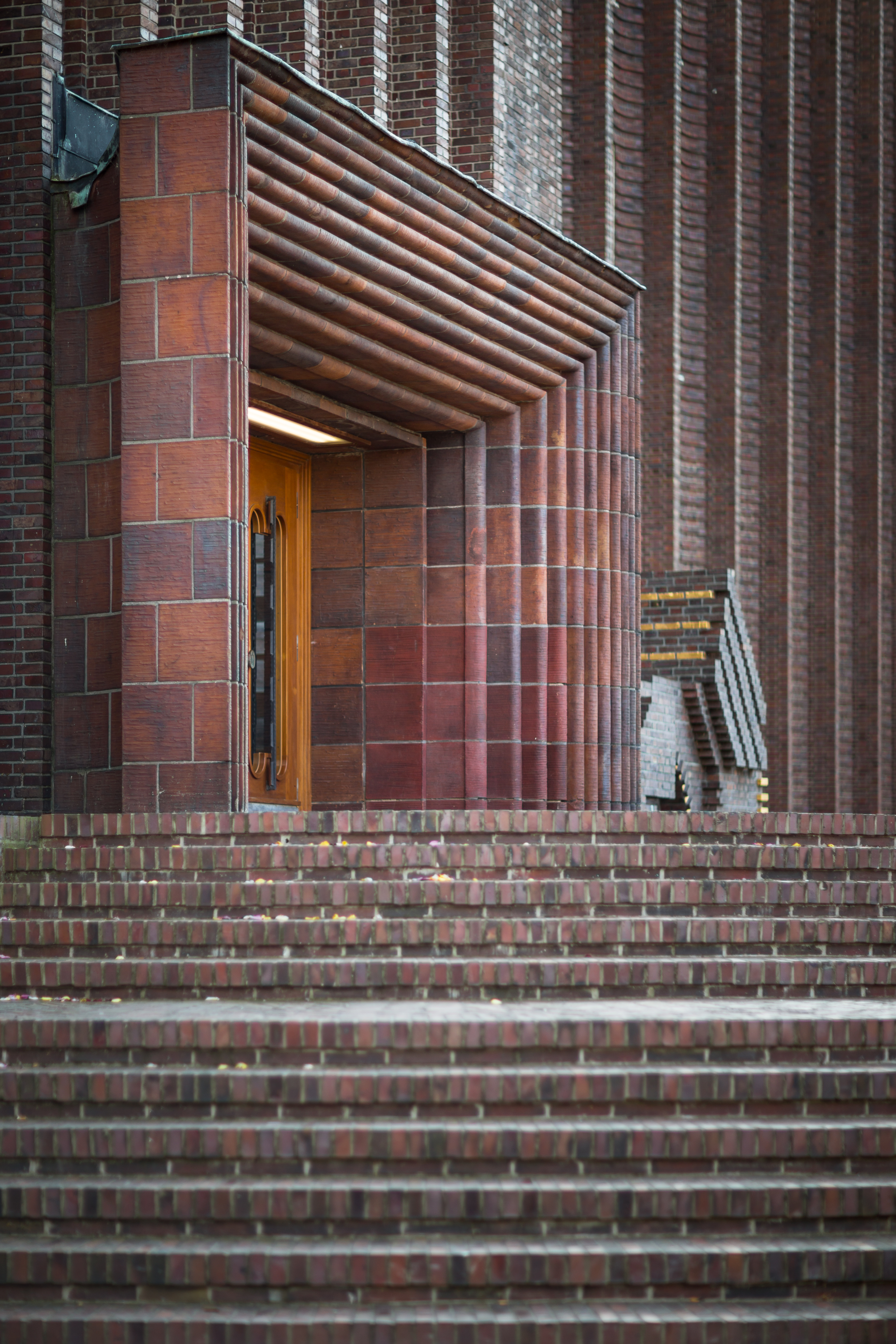
Von dicken Wänden umgebene Eingangstüren

### Löwen-Plastiken

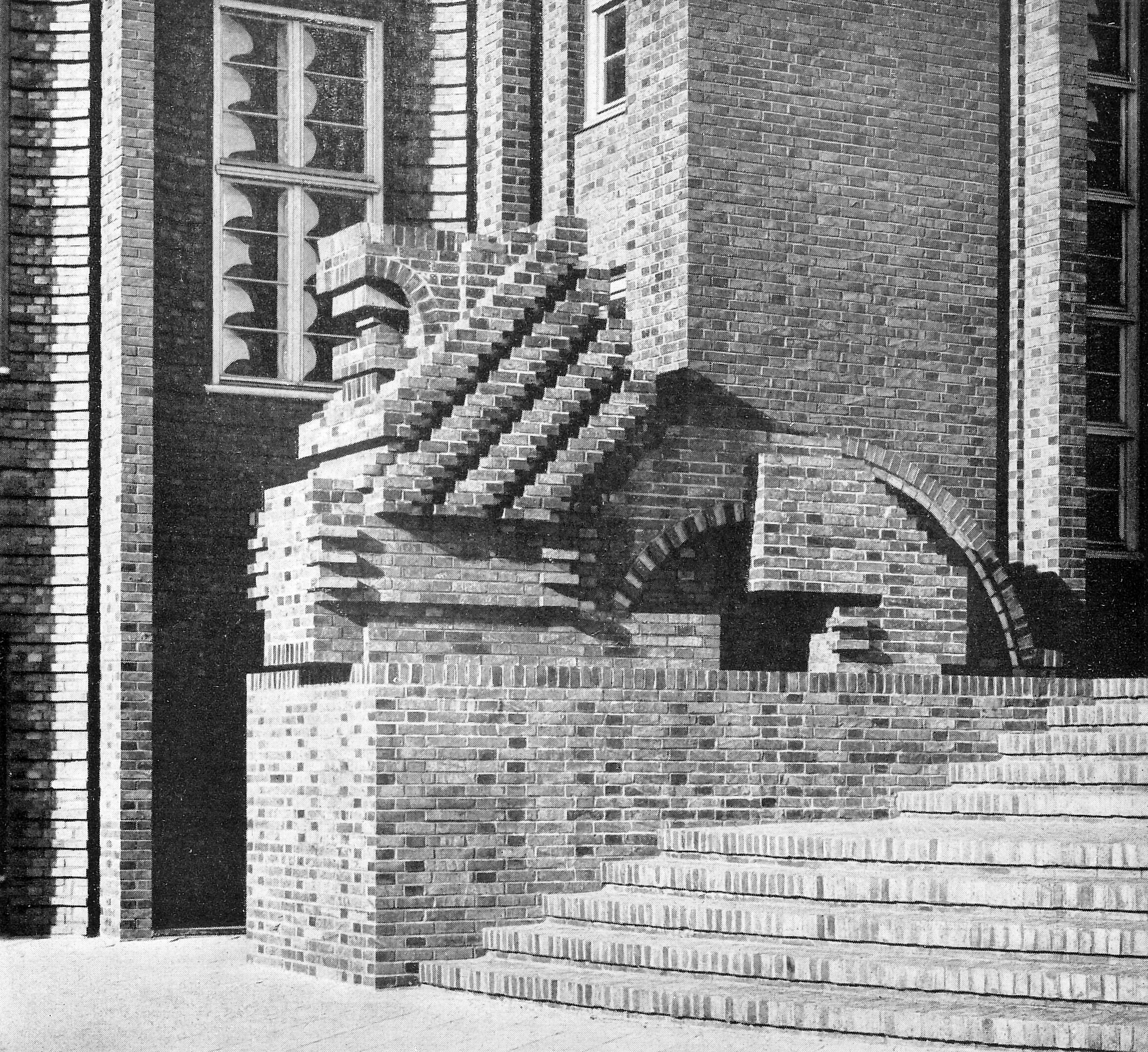
Eine der beiden Löwen-Plastiken am Eingang;
zeitgenössische Fotografie von Carl Dransfeld

Erst nach Fertigstellung des Hauses entwarf Höger die beiden aus Backsteinen gemauerten Bauplastiken in Form zweier Löwen. Die Wappentiere der Stadt flankieren zu beiden Seiten die Treppe des Haupteinganges. Höger bezahlte die Löwen aus seinem Privatvermögen, weil die Stadt (Rüstringen) in ihrem Bestreben, Baukosten zu sparen, dafür nicht mehr aufkommen wollte.:134–5 Die beiden Löwen bilden den Abschluss einer Werkgruppe von insgesamt vier Bauplastiken, die Höger innerhalb kurzer Zeit schuf.:306–7 Zuvor erhielt der Berliner Zoo einen sitzenden Bären, für das Stickstoff-Syndikat der IG-Farbenindustrie AG Berlin gestaltete Höger einen Elefanten. Dieser Art des Schmucks räumte er große Bedeutung ein, was sich an detailreichen Skizzen und Modellen erkennen lässt. Die Form der Plastiken ergibt sich aus dem Versatz der Steine, durch deren Vor- und Zurückspringen, ähnlich den Methoden der Bauornamentik. Mithilfe einzelner goldglasierter Steine setzte Höger „reflektierende Farbakzente“.:307

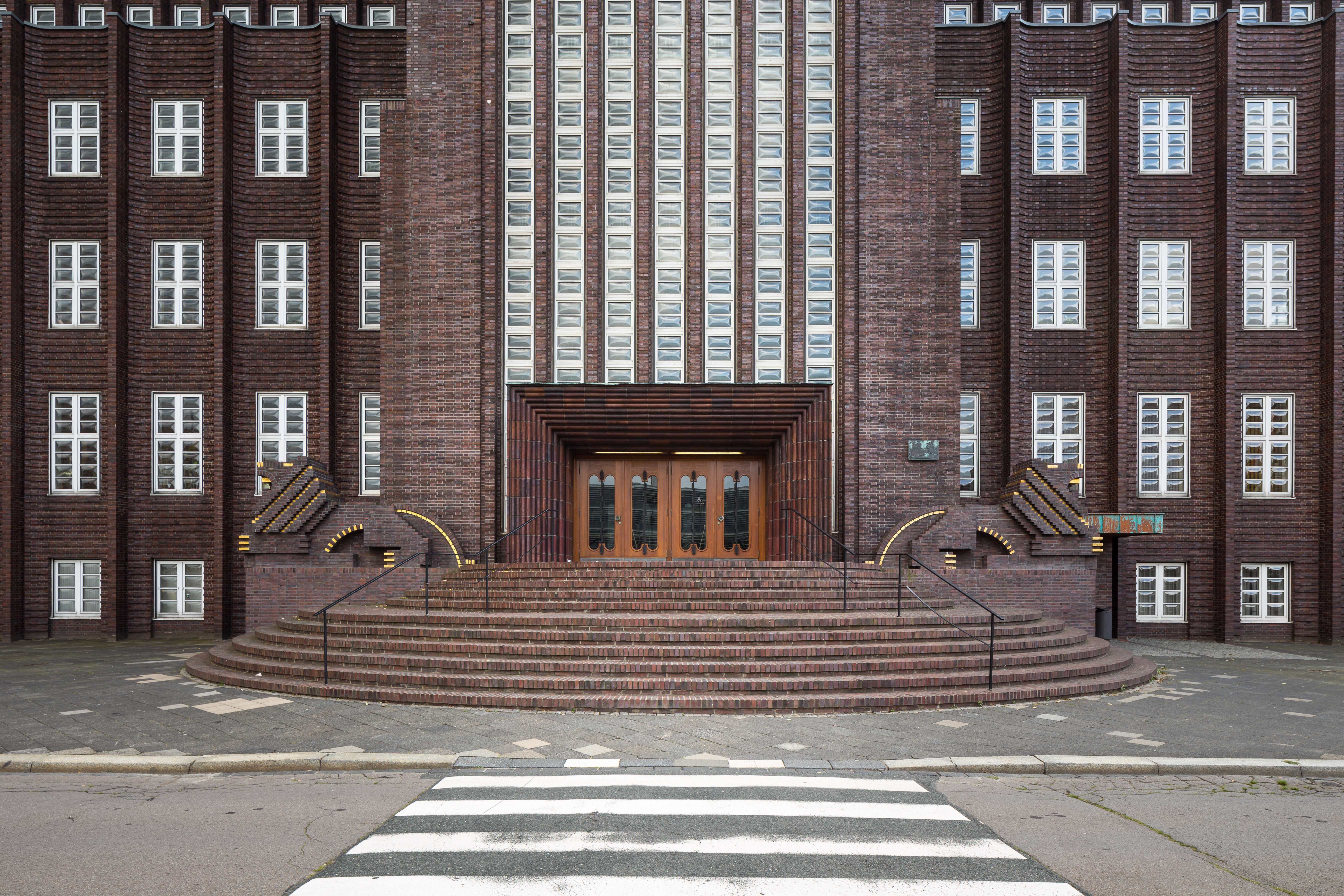
Haupteingang mit flankierenden Löwen-Plastiken
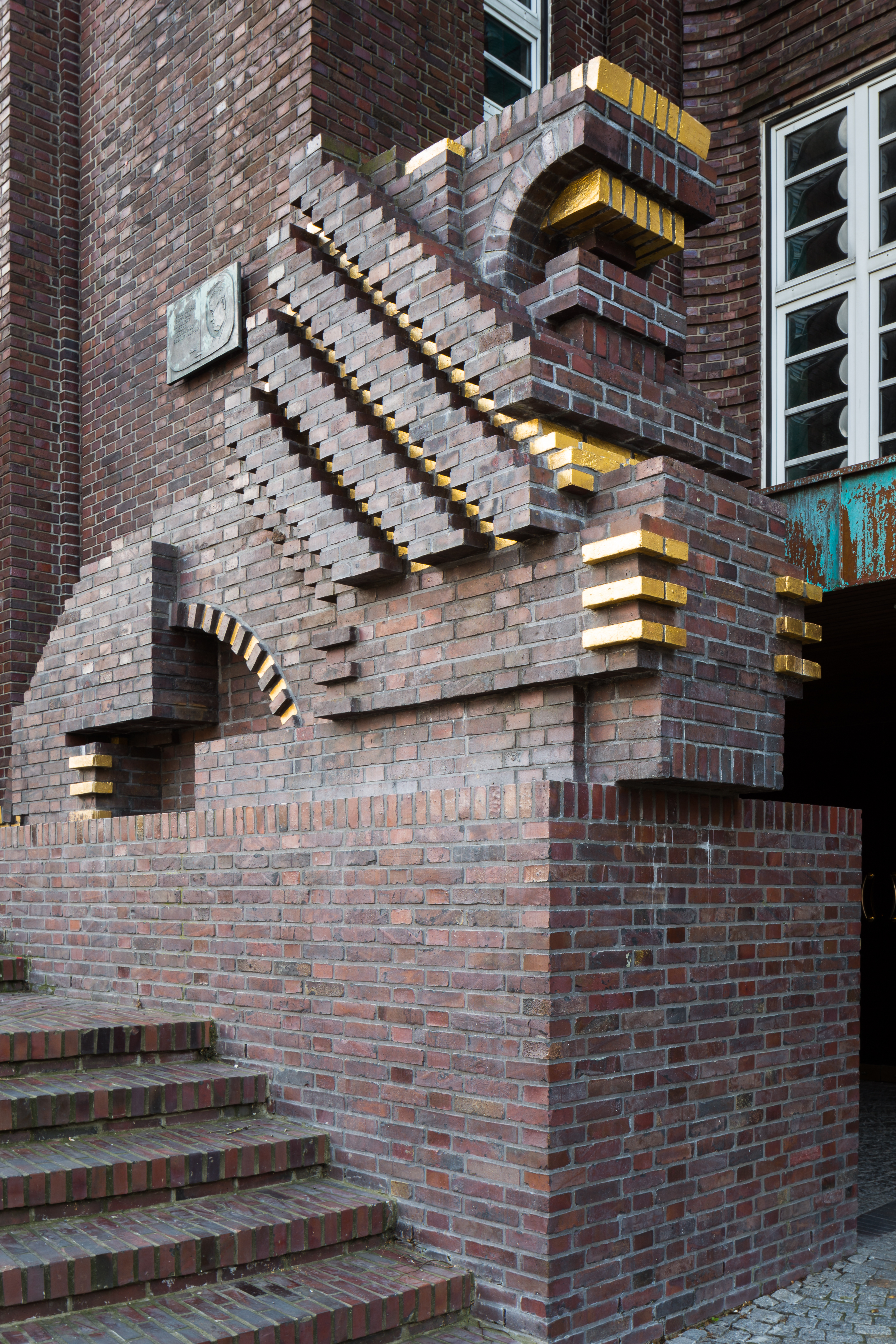
Detailansicht des rechten Löwen
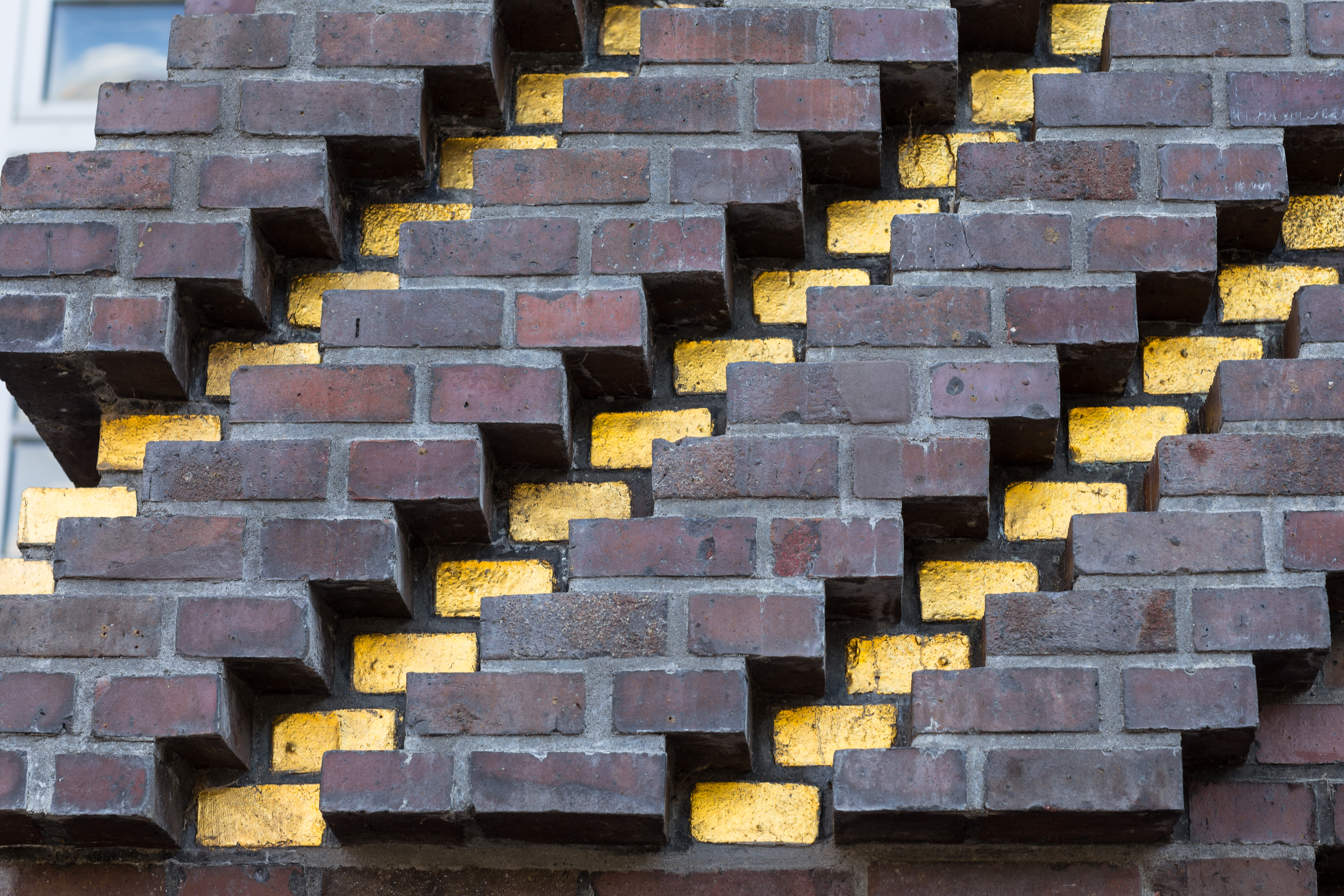
Farbakzente durch goldfarbene Klinker

### Außenanlagen und Umgebung
Fritz Höger sah vor, den nach Norden gerichteten Rathausplatz mit einem Wasserbecken zu gestalten, dessen Abmessungen 150 m × 40 m betragen sollten.:79 Es war außerdem geplant, den Platz mit Schulen zu flankieren. An der Stelle des heutigen Finanzamtes hätte die Fräulein-Marien-Schule errichtet werden sollen, gegenüber dem Reform-Realgymnasium. Ein Rathausgarten auf der Südseite entstand nicht, denn aus Kostengründen verzichtete die Stadt auf Gartenanlagen, Ehrenhof und Pergolen. Bei seinen Planungen der Außenanlagen hatte Höger bereits bedacht, dass das Gebäude später durch Seitenflügel hätte ergänzt werden können, wozu es jedoch nicht kam. Gut zwanzig Jahre nach dem Tod des Architekten, von 1970 bis 1972, erlaubte die Stadt den Bau eines „Cityhauses“ am Nordende des Platzes.:92 Das Gebäude unterbrach damit den axialen Blick von der Bismarckstraße auf das Rathaus, sehr zum Unmut der Bevölkerung. Auch Höger hatte zu Lebzeiten diese Sichtachse vehement verteidigt.

## Rezeption und späterer Umgang mit dem Bauwerk
In der Literatur wird das Rathaus Wilhelmshaven als „formal radikal vereinfachter Großbau“:124 beschrieben, der sich an isolierter Stelle ohne städtebaulichen Kontext befindet. Der Großbau wirke deplatziert in seinem Umfeld aus kleineren Siedlungshäusern. Der Eingang wende sich zur falschen Seite: weg von der Mitte Wilhelmshaven, hin zur randständigen Gartenstadt. Das Rathaus sei wie das Überbleibsel einer Großstadt, dem die angemessene Umgebung fehle.:124
Das Bauwerk stehe aus den Werken Fritz Högers heraus: der Architekt habe hier auf gotisierendes Beiwerk verzichtet und sich einer „neuen Monumentalität“ bedient, die andere, fortschrittlichere Architekten zu jener Zeit entwickelt hatten. Höger sei damit stilistisch in die Nähe der gemäßigten Modernisten gelangt, obwohl er sich als Gegner des International Style und des Bauhauses verstand.:124:90–1

### In der Zeit des Nationalsozialismus
Nachdem die Städte Rüstringen und Wilhelmshaven am 1. April 1937 zusammengelegt worden waren, entließ der nationalsozialistische Oberbürgermeister Wilhelm Müller die beiden amtierenden Stadtbauräte Carl Haefner (Rüstringen) und Hermann Zopff (Wilhelmshaven).:82–5 Mithilfe seines neuen NSDAP-Stadtbaurats Walter Hunzinger versuchte Müller, Wilhelmshaven bei Albert Speer als Musterbeispiel für eine neugestaltete Stadt zu etablieren. Der Rathausplatz sollte dafür mit weiteren Monumentalbauten gesäumt werden, unter Einbeziehung der ebenfalls von Fritz Höger entworfenen Ämter für Arbeit und Finanzen. Das Ensemble sollte ein „Verwaltungsforum“ bilden. Höger wurde zum 1. November 1937 von der Stadtverwaltung herausgeworfen, aber seine Erweiterungspläne von 1927 verwandte man ganz ungeniert weiter, um damit Adolf Hitler zu beeindrucken. Die Entwürfe wurden dazu jedoch in entstellender Form verändert: Die Bauten sollten – dem Geschmack der Nationalsozialisten folgend – geneigte Dächer erhalten. Die Fläche vor dem Rathaus diente von nun an als Aufmarschplatz für die SA, als Ort für Lichtdome und Maifeiern. Hitler besuchte Wilhelmshaven am 1. April 1939, lehnte es jedoch ab, vor dem Rathaus zur Bevölkerung zu sprechen. Stattdessen musste gegenüber an der Bismarckstraße eine Pappkulisse errichtet werden, das Rathaus verschwand hinter großflächige aufgehängten Hakenkreuzbannern. Auch im Inneren entsprach das Rathaus nicht den Vorstellungen der Nationalsozialisten: Wegen seiner vielen Fenster erlaubte der Sitzungssaal keine Anbringung des Hoheitssymbols vor dessen Kopf, sodass dafür die Balkonbrüstung herhalten musste.:82–5
Auch wenn Höger bei den Nationalsozialisten keine Unterstützung fand, so war sein Werk bei der Bevölkerung in Rüstringen beziehungsweise Wilhelmshaven beliebt.:90 Die kleinteilige, von heimatlichen Bezügen geprägte Architektur gefiel, während der sachliche Stil des Neuen Bauens in der nordwestdeutschen Provinz wohl keine Chance gehabt hätte. Das Neue Bauen konnte sich nur in Metropolen und sozialdemokratisch regierten Gebieten durchsetzen. Die von Höger so gern genutzten Klinker und unverputzten rohen Backsteine gelten bis heute als norddeutsche Tradition.:90

### Nach 1945

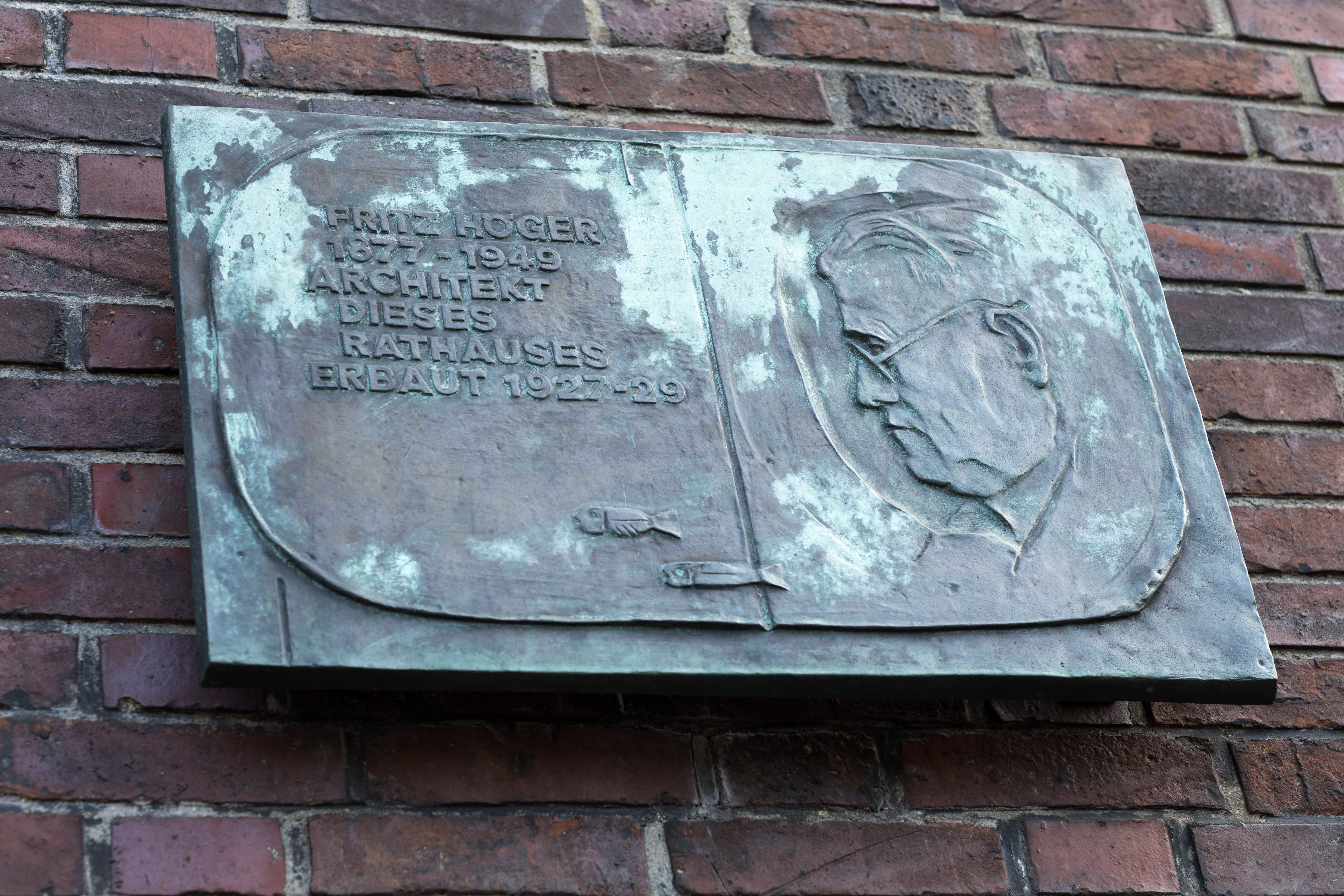
An den Architekten Fritz Höger erinnernde Tafel

Nach dem Zweiten Weltkrieg führten die gleichen Personen die Stadtplanung fort, die sich bis dahin mit ihr befasst hatten.:91–2 Es gab keine Neuorientierung, keine Zäsur. Der Ideenwettbewerb von 1948 sollte eine Diskussion anstoßen, wie das unvollendete Verwaltungsform rund um das Rathaus abgeschlossen werde könnte. Für die Rathauserweiterung wurden neben Fritz Höger auch Ernst Zinsser und Otto Fiederling eingeladen. Dies war eine Beleidigung Högers, weil normalerweise der Architekt des zu erweiternden Gebäudes freihändig beauftragt wird, ohne dass er sich in einem Wettbewerb durchsetzen müsste. Högers Vorschlag, das Rathaus aufzustocken und mit Seitenflügeln zu ergänzen, fand keine Unterstützer. Letztlich erhielt Gerhard Graubner den Zuschlag, dessen Umbaupläne jedoch nie realisiert wurden. Graubner stieg aber zum städtebaulichen Berater Wilhelmshaven auf, eine Funktion, die er von 1948 bis 1955 ausübte. Tief getroffen kehrte Höger der Stadt Wilhelmshaven den Rücken, zumal Graubner die Nordseite des Rathausplatzes bebauen wollte. Höger starb kurz danach im Jahr 1949.:91–2
1964 kam es zu einer Debatte über die architektonische Qualität des Rathauses: Der Denkmalpfleger des Verwaltungsbezirks Oldenburg, Kurt Siedenburg, wollte Rathaus, Platz und Finanzamt unter Denkmalschutz stellen. Die Stadt verweigerte dies, weil sie nicht sagen könne, ob Högers Haus die „Qualifikation bereits verdiene“:92.
An der Außenwand rechts neben dem Haupteingang ist später eine Plakette angebracht worden, die an den Erbauer erinnert. Auf ihr ist zu lesen: „Fritz Höger 1877–1949 / Architekt dieses Rathauses / Erbaut 1927–29“. Neben dem Text ist ein Relief von Högers Profil eingearbeitet, außerdem zwei Fische, die sich auf den Wandschmuck der Siedlung Neu-Siebethsburg:89, Bild beziehen.